# Pablo Molina (músico)
Pablo Américo Molina (Buenos Aires, 15 de abril de 1965-2 de septiembre de 2023) fue un cantante y percusionista argentino, con raíces afroargentinas, de reggae.

## Comienzos
Sus comienzos en el mundo de la música fueron allá en 1993. Amigo de Fidel Nadal, se sumó a su banda de punk-rock Todos tus muertos (TTM) haciendo percusiones. Más adelante incorporó la voz, ya que los miembros del grupo notaron en él un gran potencial.
Durante 1996, paralelamente, junto a Fidel y su hermano Amilcar Nadal comenzaron con un proyecto al que llamaron Lumumba, –que también integraban algunos músicos de TTM– en el que incursionaban en el mundo del Reggae, género en el cual querían explorar más a fondo dejando de a poco el lado "Punk-Rockero" de sus inicios.
Durante ese lapso, viajan a Jamaica para interiorizarse más en la cultura Rastafari y llegar a las raíces del género. Además, con Fidel estuvieron durante 4 meses en Francia colaborando con Manu Chao en "Mano Negra".

## Separación e inicios como solista
En 2000, tras algunas diferencias, se separan definitivamente los miembros de las bandas a las que pertenecía, y Molina decide presentar "Abed Nego, Reggae classics en español Vol. 1" disco con el cual despunta como solista, en el que interpreta covers en español de temas clásicos del Reggae de todos los tiempos.
En 2004 presenta su segundo disco como intérprete solista, "En el valle de la decisión". En 2004 vuelve a juntarse la "ex-banda" Todos Tus Muertos, la cual no contaba con la presencia de Fidel Nadal, pero sí con algunos de sus músicos. 
Tras 3 nuevos discos y muchas presentaciones, la banda tuvo un abrupto fin tras la muerte de Horacio Villafañe, alias "Gamexane", guitarrista de la banda, en 2011.
Pablo continuó su carrera como solista, y en 2012 presenta su tercer disco, "Dejando Huellas". También durante 2012 junto a Amílcar Nadal realizaron algunos shows cantando temas de Lumumba.

## Los regresos
En 2014 se produjo el regreso en escena del grupo Lumumba. Pablito, Fidel y Amílcar vuelven a estar juntos en el escenario tras 14 años.
En 2016 se produce el otro regreso: Vuelve Todos Tus Muertos, volviendo a incorporar a Fidel al grupo.

## Fallecimiento
El 6 de junio de 2022 anuncia a través de sus redes sociales que se aleja de los escenarios, para dedicarse de lleno a su tratamiento oncológico por sugerencia de los médicos. Falleció el 2 de septiembre de 2023 a los 58 años.

## Discografía con Todos Tus Muertos
Primera etapa
- 1994: Dale aborigen
- 1995: Argentina te asesina
- 1996: Subversiones
- 1998: El camino real

Segunda etapa
- 2006: Re-unión en vivo
- 2008: Greatest Hits
- 2010: Crisis mundial

## Discografía con Lumumba
- 1996: Lumumba
- 1997: Raíces y Cultura
- 1999: Se viene el Bum
- 2000: En Vivo

## Discografía como solista
- 2000: Abed Nego, Reggae classics en español Vol. 1
- 2004: El valle de la decisión
- 2012: Dejando huellas
- 2016: Pablo Molina meets Lone Ark - Reggae Classics en español Vol. 2 (Producido por Roberto Sánchez).